# Surdulica
Surdulica (em cirílico: Сурдулица) é uma vila da Sérvia localizada no município de Surdulica, pertencente ao distrito de Pčinja. A sua população era de 10915 habitantes segundo o censo de 2011.

## Demografia
| 1948 | 1953 | 1961 | 1971 | 1981 | 1991  | 2002  | 2011  |
| ---- | ---- | ---- | ---- | ---- | ----- | ----- | ----- |
| 2971 | 4032 | 4769 | 6493 | 9538 | 11357 | 10914 | 10915 |